# Lope de Conchillos
Lope de Conchillos y Quintana (Tarazona [s. a.] - Toledo, 1521) fue un destacado burócrata español, secretario real de los Reyes Católicos.

## Biografía
De familia judeoconversa de la ciudad aragonesa de Tarazona, fue hijo de mosén Pedro Conchillos y Tobía y Margarita Quintana. Su hermano, Pedro Conchillos, fue padre del obispo Jaime de Conchillos.
Su fortuna partió de la destacada intervención de su padre en la toma de Vera durante la guerra de Granada, tras la cual Lope fue armado caballero por el propio rey (1488). Encabezó la facción aragonesa dentro de la corte, y como tal fue relegado por Felipe el Hermoso, que lo encarceló. A la vuelta al poder de Fernando el Católico, fue liberado y exonerado de cargos, repuesto en la secretaría y nombrado primer conde de Villaumbrosa. Durante la regencia del Cardenal Cisneros volvió a perder la confianza del poder, pero en 1516 obtuvo el apoyo de la corte de Bruselas, donde el futuro Carlos I le confirmó en sus funciones.
También estuvo enemistado con Bartolomé de las Casas. Entre sus protegidos estuvo Francisco de los Cobos.
Lope Conchillos se caracterizó por su ambición en la acumulación de cargos y prebendas, y por el ejercicio venal de su cargo, llegando a acumular una gran fortuna. Entre sus cargos estuvieron los de primer secretario de Fernando el Católico y miembro del Real Consejo, capitán de guerra de las gentes de armas de Tarazona, comendador de la orden de Santiago (encomiendas de Guadalerzas, Destriana y Monreal y regidor de Toledo. Se le concedió una encomienda en Puerto Rico (Arasibo -hoy Arecibo). También logró un matrimonio ventajoso, con María Niño de Rivera, señora de Noez y Mazarambraz, de la casa de Malpica, prima del Duque del Infantado. En beneficio de su hijo primogénito, Pedro Niño de Ribera, se fundó el mayorazgo del señorío de Noez. Su hija Francisca de Ribera Niño se casó con Pedro de Guzmán.